# Multidentia fanshawei
Multidentia fanshawei är en måreväxtart som först beskrevs av James Robert Tennant, och fick sitt nu gällande namn av Diane Mary Bridson. Multidentia fanshawei ingår i släktet Multidentia och familjen måreväxter. Inga underarter finns listade i Catalogue of Life.